# Xyris subuniflora
Xyris subuniflora är en gräsväxtart som beskrevs av Gustaf Oskar Andersson Malme. Xyris subuniflora ingår i släktet Xyris och familjen Xyridaceae. Inga underarter finns listade i Catalogue of Life.